# Frassinelle Polesine
Frassinelle Polesine – miejscowość i gmina we Włoszech, w regionie Wenecja Euganejska, w prowincji Rovigo.
Według danych na rok 2004 gminę zamieszkiwało 1626 osób, 77,4 os./km².